# Saint-Séverin (Charente)
Saint-Séverin (okzitanisch Sent Severin) ist eine westfranzösische Gemeinde mit 793 Einwohnern (Stand: 1. Januar 2022) im Département Charente in der Region Nouvelle-Aquitaine (vor 2016 Poitou-Charentes). Sie gehört zum Arrondissement Angoulême und zum Kanton Tude-et-Lavalette. Die Einwohner werden Saint-Séverinois genannt.

## Lage
Saint-Séverin liegt etwa 40 Kilometer südsüdöstlich von Angoulême in der Grenzregion zum Périgord. Die Lizonne begrenzt die Gemeinde im Osten und die Dronne im Süden. Umgeben wird Saint-Séverin von den Nachbargemeinden Montignac-le-Coq im Nordwesten und Norden, Palluaud im Norden, Saint-Paul-Lizonne im Osten, Allemans im Südosten, Bourg-du-Bost und Petit-Bersac im Süden, Nabinaud im Südwesten und Westen sowie Pillac im Westen.

## Bevölkerungsentwicklung
| Jahr                       | 1962 | 1968 | 1975 | 1982 | 1990 | 1999 | 2006 | 2019 |
| Einwohner                  | 842  | 824  | 721  | 741  | 777  | 731  | 774  | 796  |
| Quellen: Cassini und INSEE |      |      |      |      |      |      |      |      |

## Sehenswürdigkeiten

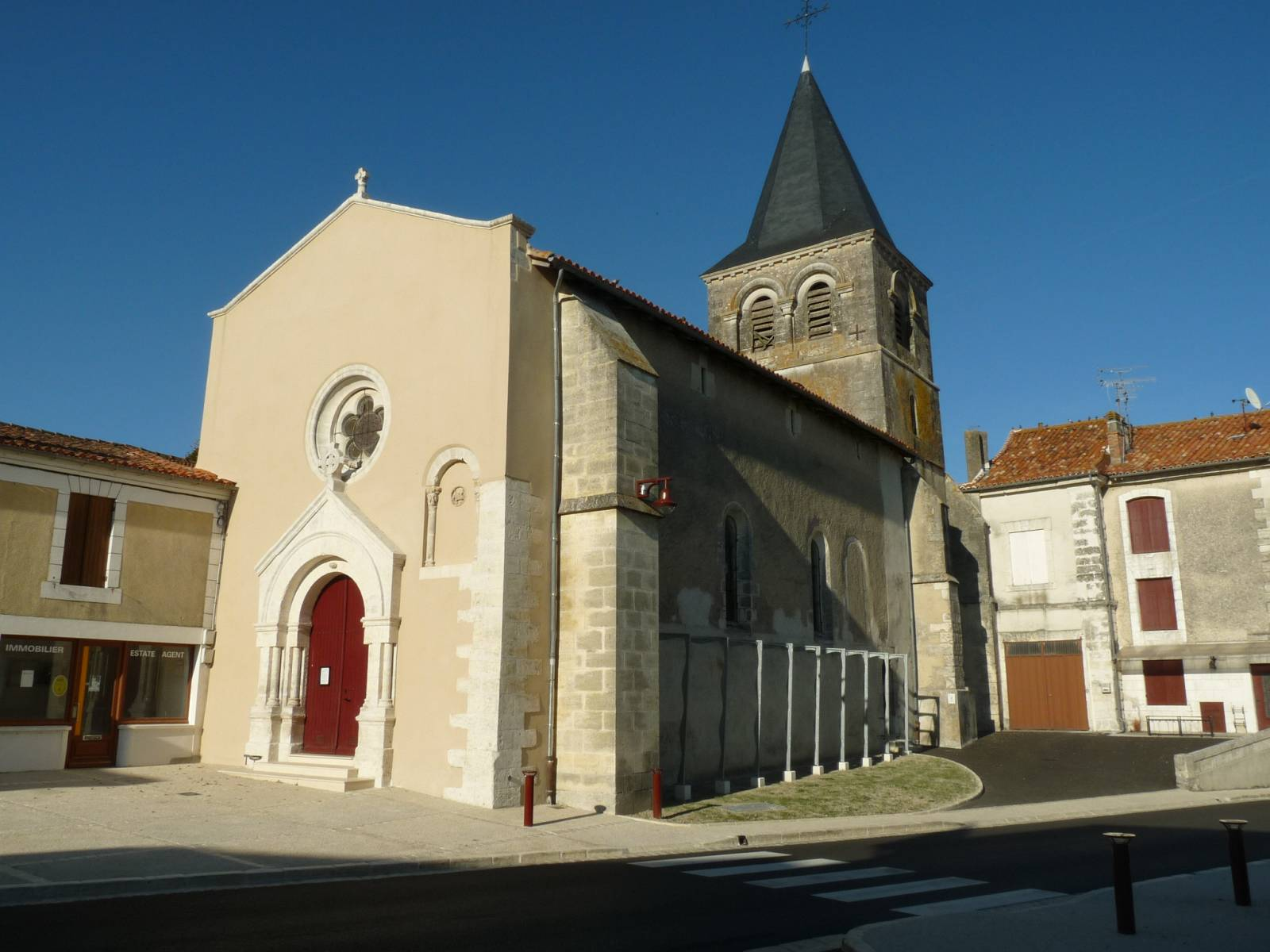
Kirche Saint-Séverin

- Kirche Saint-Séverin

## Meteorit
Am 27. Juni 1966 fiel bei Saint-Séverin ein Meteorit mit einer Gesamtmasse von 271 Kilogramm zur Erde. Es konnten acht Teilstücke geborgen werden, von denen das schwerste 113 Kilogramm wog. Der Meteorit wurde als Chondrit des eisenarmen Typs LL6 klassifiziert.

## Gemeindepartnerschaft
Mit der Ortschaft Saint-Séverin-en-Condroz in der belgischen Gemeinde Nandrin (Wallonien) besteht seit 1973 eine Partnerschaft.